# Smart grid

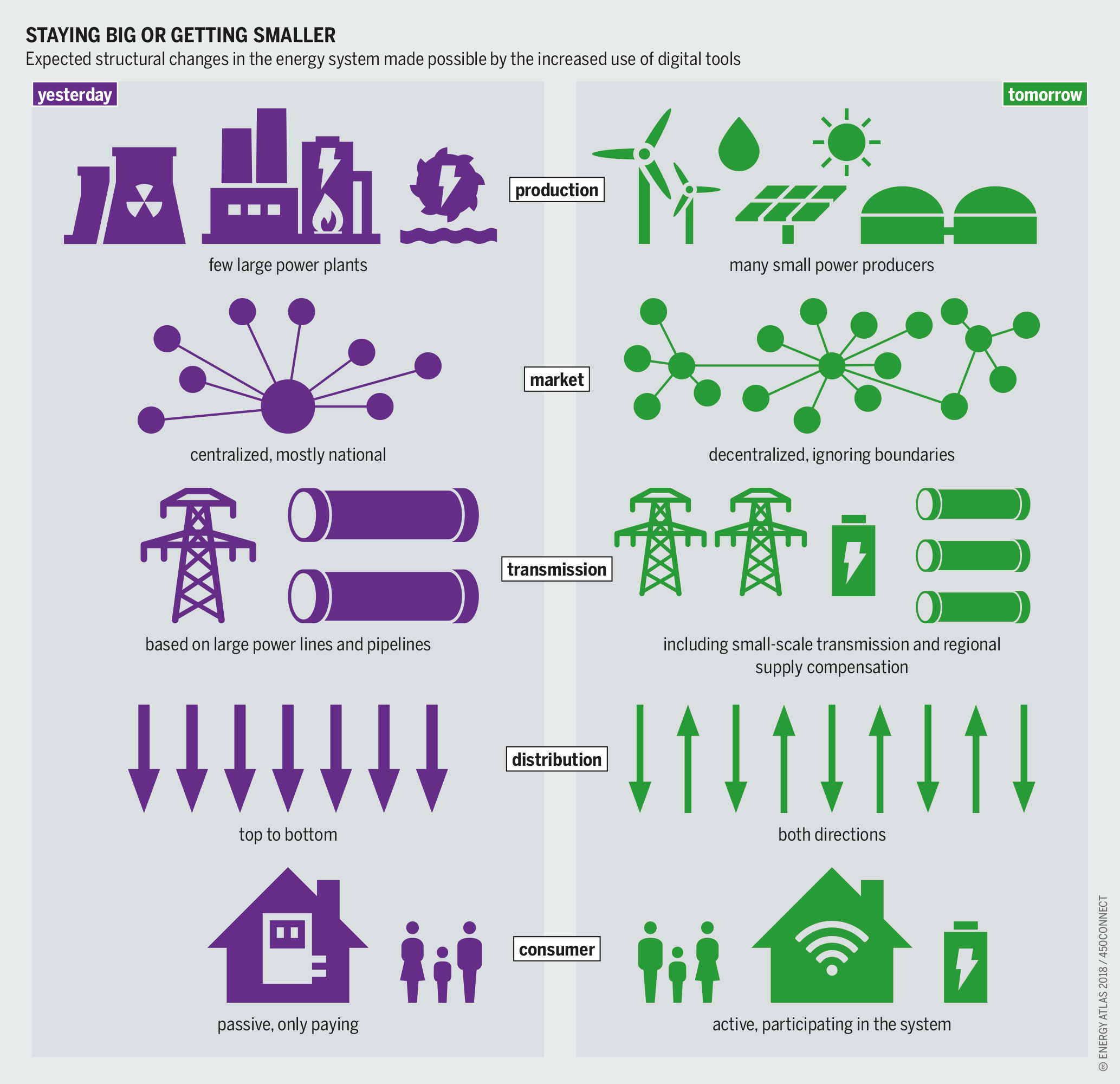
Kenmerken van een smart grid (rechts) versus het traditionele elektriciteitssysteem (links)

Een smart grid (Engels voor slim/intelligent (elektriciteits)net) is een elektriciteitssysteem dat de vraag naar elektriciteit beïnvloedt aan de hand van het momentane aanbod. Het conventionele elektriciteitsnet, dat nauwelijks opslagmogelijkheden kent, is vraaggestuurd en is hiërarchisch opgebouwd, aan de top staat de elektriciteitsproductie die gestuurd wordt door het momentane verbruik. Duurzame energie wordt veelal opgewekt door externe omstandigheden als zon en wind: de productie vindt plaats onafhankelijk van de vraag. Door de vraag te sturen met een smart grid kan deze beter op het momentane aanbod afgestemd worden. Het smart grid kan daarvoor gebruikmaken van informatie, tweerichtingsverkeer, communicatietechnologieën en computerintelligentie.

## Uitvoering
Met slimme meters ontstaat voor het elektriciteitsnet een communicatie- en stuurkanaal. Hierdoor is het in principe mogelijk, het elektriciteitsverbruik op elk moment op afstand uit te lezen en het verbruik te beïnvloeden, bijvoorbeeld door het uitschakelen van het net achter de verbruiksmeter. Ook is het mogelijk om de decentrale geproduceerde stroom op de seconde precies uit te lezen.
Daardoor ontstaat de mogelijkheid tot een tariefstelling voor de consument die gedurende de dag fluctueert en de groothandelsprijs volgt. Ook kunnen elektrische apparaten zo gebouwd worden, dat ze kunnen reageren op stuursignalen. Zo kan het verbruik ten dele centraal gestuurd worden.
In Nederland bieden NieuweStroom en EasyEnergy flexibele tarieven aan. In Groot-Brittannië is er Octopus Agile. Apparaten, die in aanmerking komen om door aanbod gestuurde vraag in- en uitgeschakeld te worden zijn: diepvriezers, wasmachines, wasdrogers, warmtepompen voor ruimteverwarming, mits de te verwarmen ruimtes zeer goed geïsoleerd zijn.

## Smart grid in Nederland
In oktober 2009 lanceerde het Ministerie van Economische Zaken het innovatieprogramma Intelligente Netten (IPIN). Het doel was om door samenwerking tussen de verschillende partijen in de sector te komen tot een hoger kennis- en ervaringsniveau met betrekking tot smart gridtechnologieën. Dit werd gedaan door de oprichting van 12 zogenaamde proeftuinen; op kleine schaal kon in deze proeftuinen geëxperimenteerd worden met smart gridtoepassingen. Naast IPIN werd er ook als onderdeel van het topsectorenbeleid door het Topconsortia voor Kennis en Innovatie (TKI) Switch2SmartGrid een groot aantal proeftuinen opgericht waarin kennis over smart gridtechnologieën werd ontwikkeld. Vanaf 2016 ging dit TKI op in het TKI Urban Energy.

## Kritiek
- Afgezien van mogelijke privacy-problemen die in het hoofdartikel slimme meters behandeld worden, introduceert een smart grid ook risico's: de communicatie en stuursignalen kunnen mogelijkerwijze gekraakt en misbruikt worden.
- De sturing van het net blijft centraal en hiërarchisch, terwijl decentrale opwekking en sturing het net robuuster kan maken tegen storingen.